# المبقله العليا (حبيل جبر)

تعديل مصدري - تعديل

المبقله العليا هي إحدى قرى عزلة حبيل جبر بمديرية حبيل جبر التابعة لمحافظة لحج، بلغ تعداد سكانها 264 نسمة حسب تعداد اليمن لعام 2004.